# A les seves sabates
A les seves sabates (2005) -In her shoes en anglès- és una pel·lícula dirigida per Curtis Hanson i protagonitzada per Cameron Diaz i Toni Collette. Ha estat doblada al català.

## Argument
Maggie (Cameron Diaz) i Rose Feller (Toni Collette) són dues germanes òrfenes molt diferents que es passen el dia discutint entre si, pols oposats quan es tracta de valors, objectius en la vida i forma de ser. Les dues penes tenen res en comú ... llevat que calcen el mateix nombre de sabata. Maggie (Cameron Diaz) és una noia maca, alegre i despreocupada que amb prou feines ha acabat la secundària, a la qual no li duren els treballs i que creu que el seu major actiu és l'atracció que desperta entre el sexe masculí. La seva recurrent condició de desocupada li deixa pràcticament sense casa, així que ha d'anar donant tombs de sofà en sofà de cases dels seus amics i els seus parents. Sense cap confiança en la seva capacitat intel·lectual, prefereix els maquillatges als llibres, i té un talent innat per combinar els accessoris i la roba perfectes per a qualsevol ocasió. Rose (Toni Collette) és una advocada formada a Princeton que treballa en una firma de primer ordre de Filadèlfia. Amb el seu monòton treball, lluita constantment contra la bàscula, i mai se sent còmoda amb la roba que porta. La seva baixa autoestima respecte a la seva aparença física ha deixat reduïdes a menys de zero seves cites. L'única alegria de Rose en la vida són les sabates (perquè sempre cauen bé), però té poques oportunitats de lluir-los i treure'ls de l'armari. Després d'una catastròfica baralla, les dues germanes tenen per davant un llarg i tortuós camí fins a arribar a estimar-se de nou, ajudades pel descobriment d'una àvia materna (Shirley MacLaine) que pensaven que era morta. A través de la seva nova relació amb la seva àvia, Maggie i Rose potser aprenguin a fer les paus entre elles.

## Repartiment
- Cameron Diaz: Maggie Feller

- Toni Collette: Rose Feller

- Shirley MacLaine: Ella Hirsch

- Mark Feuerstein: Simon Stein

- Ken Howard: Michael Feller

- Candice Azzara: Sydelle Feller

- Francine Beers: Sra. Lefkowitz

- Brooke Smith: Amy

## Crítica
- "Tot just s'escapa del tòpic i frega l'apocament (...) fins que l'acció es trasllada a la casa de Shirley MacLaine (...) i tots comencen a trepitjar el terreny que dominen. (...) Puntuació: ★★ (sobre 5)."[3]
- "La seva correcció i vocació de llibre d'autoajuda la redueixen a una fantasia benitencionada. (...) Només per a noies (i xicots benintencionats). El millor: Cameron Diaz. El pitjor: massa pastís. (...) Puntuació: ★★★ (sobre 5)."[4]
- "Comença amb els ingredients d'una pel·lícula convencional i es converteix en una de bastant especial. (...) Puntuació: ★★★½ (sobre 4)."[5]